# Повіт Кіта-Сома
Пові́т Кіта́-Со́ма (яп. 北相馬郡, きたそうまぐん, МФА: [ki̥ta soːma guɴ]) — повіт в префектурі Ібаракі, Японія.